# Zephyr Cove-Round Hill Village
Zephyr Cove-Round Hill Village és una concentració de població designada pel cens dels Estats Units a l'estat de Nevada. Segons el cens del 2000 tenia 1.649 habitants.

## Demografia
Segons el cens del 2000, Zephyr Cove-Round Hill Village tenia 1.649 habitants, 798 habitatges, i 466 famílies La densitat de població era de 80,23 habitants per km².
Dels 798 habitatges en un 18,2% hi vivien nens de menys de 18 anys, en un 48,1% hi vivien parelles casades, en un 6,8% dones solteres, i en un 41,6% no eren unitats familiars. En el 31,7% dels habitatges hi vivien persones soles el 6,1% de les quals corresponia a persones de 65 anys o més que vivien soles. El nombre mitjà de persones vivint en cada habitatge era de 2,07 i el nombre mitjà de persones que vivien en cada família era de 2,51.
Per edats la població es repartia de la següent manera: un 14,8% tenia menys de 18 anys, un 3,8% entre 18 i 24, un 26,0% entre 25 i 44, un 39,9% de 45 a 64 i un 15,5% 65 anys o més.
L'edat mediana era de 47,8 anys. Per cada 100 dones hi havia 113,88 homes. Per cada 100 dones de 18 o més anys hi havia 112,88 homes.
La renda mediana per habitatge era de 60.851 $ i la renda mediana per família de 64.044 $. Els homes tenien una renda mediana de 38.056 $ mentre que les dones 25.284 $. La renda per capita de la població era de 37.218 $. Aproximadament el 2,9% de les famílies i el 3,3% de la població estaven per davall del llindar de pobresa.

## Poblacions més properes
El següent diagrama mostra les poblacions més properes.